# 주자네 볼프
주자네 볼프(독일어: Susanne Wolff, 1973년 5월 1일 ~ )는 독일의 배우이다. 2018년 영화 《스틱스》(Styx)를 통해 2019년 독일 영화상 여우주연상을 수상했다.

## 출연 작품
- 블러디 마리 (2019)
- 스틱스 (2018)